# Заступница Венгрии
Заступница Венгрии (лат. Patrona Hungariae) — одно из имен Девы Марии, выражающее её связь с Венгрией. Венгерская католическая церковь отмечает покровительство Богоматери венграм 8 октября. В этот день священство и верующие просят у Девы Марии заступничества за Венгрию и венгерский народ.

## История
Тесная связь венгров с Девой Марией и происхождение праздника связаны с королем Иштваном (Стефаном) Святым, который, по легенде, записанной епископом Хартвиком в начале XII века, не имея наследника, накануне своей смерти (20 августа 1038 года) в Секешфехерваре в день Вознесения Девы Марии доверил судьбу венгерской христианской церкви и венгерского королевства Богородице со следующими словами:
Царица небесная, славная, воссоздавшая наш мир, в моих последних мольбах святую церковь с епископами и священниками, страну с народом и господами твоему заступничеству доверяю; сказав им последнее благословение, отдаю мою душу в руку твою.

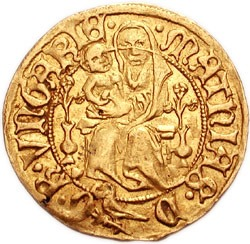
Золотая монета короля Матьяша с изображением Девы Марии

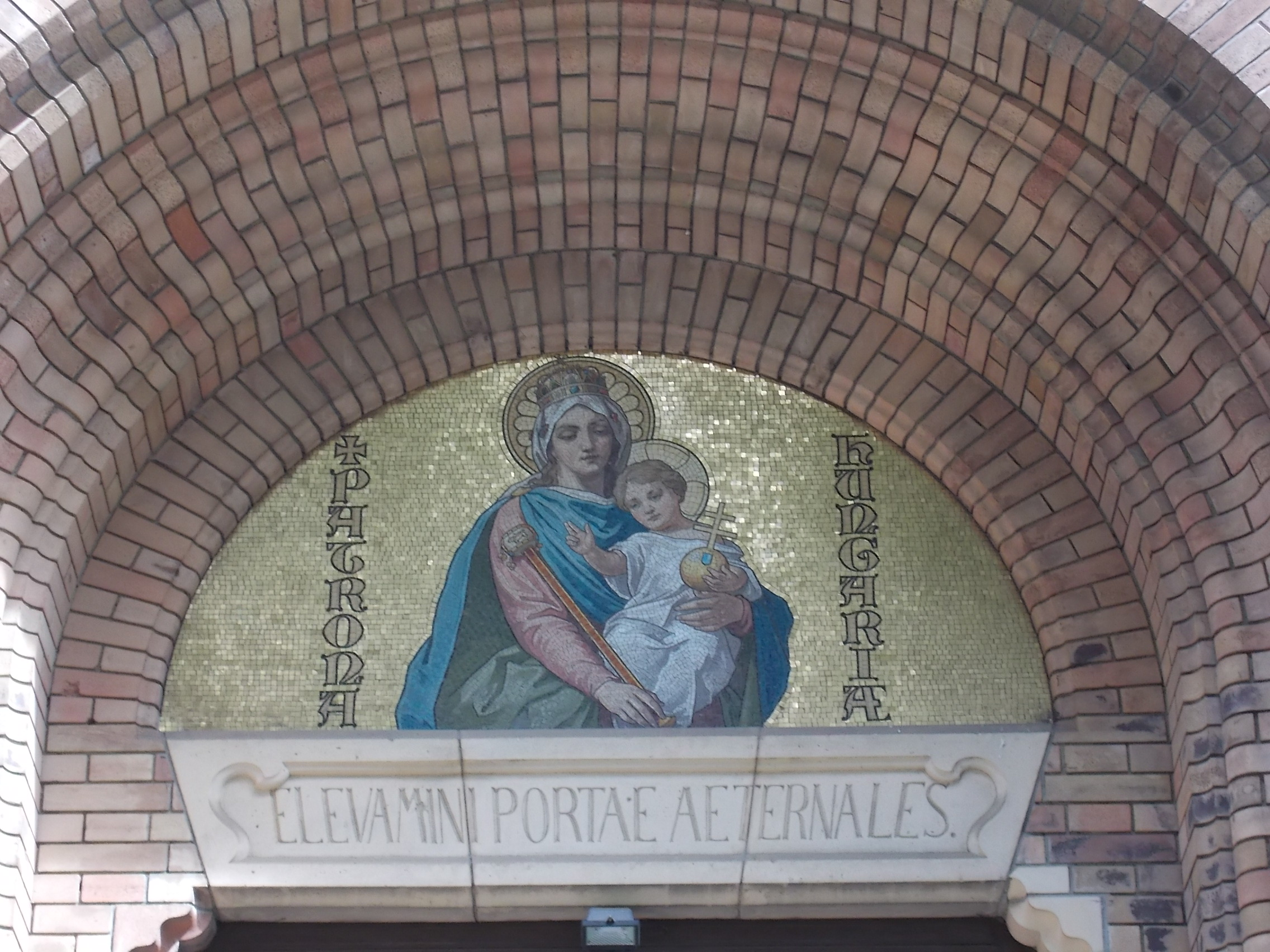
Patrona Hungariae (мозаика на церкви св. Ласло, Будапешт)

Культ Девы Марии сохранялся в Венгрии на протяжении столетий. Король Ласло Святой как «избранный рыцарь Девы Марии» всегда молился Богородице о помощи в битвах и построил собор в Ораде в честь Марии. Бела IV во время татарского нашествия дал обет посвятить свою дочь, Маргит, Богу и Деве Марии и впоследствии построил в Будайской крепости церковь Успения, ныне — церковь Матьяша.
На щите короля Матьяша значилась молитва о заступничестве Девы Марии, на золотых монетах периода его правления было изображение Богородицы с младенцем Иисусом; подобные монеты чеканились вплоть до 1849 года и назывались в народе «марианскими».
В XVII веке на основе идеи Patrona Hungariae возникла концепция Regnum Marianum (Королевства или Земли Марии), которая выражала то, что после того, как король Иштван доверил свою страну Богородице, Дева Мария стала не только заступницей, но и всегдашней правительницей Венгрии. В 1658 г. король Леопольд I поставил себя, свою семью и страну под защиту Марии, затем в 1687 г. в известном месте паломничества Мариавёльде (совр. Словакия) доверил Венгрию попечению Богоматери и в 1693 г. в благодарность освобождения от турецкого владычества торжественно подтвердил этот акт в Соборе Святого Стефана в Вене.
6 октября 1895 г. епископ комитата Чанад Шандор Дежёффи перед образом Богородицы в Мариарадна торжественно вверил свою епархию и всю страну попечению Девы Марии.

## Празднование
В 1896 году по случаю тысячелетия обретения венграми родины папа Лев XIII удовлетворил ходатайство примаса, архиепископа эстергомского кардинала Колоша Васари и разрешил празднование в Венгрии праздника Девы Марии, Заступницы Венгрии. 
Праздник сначала проводился во второе воскресенье октября, а затем папа Пий X перенёс его на 8 октября. После  Второго Ватиканского Собора венгерский епископат изменил дату празднования на 12 сентября, но с 1984 года праздник снова отмечается 8 октября.

## Изображение
В большинстве случаев Богоматерь — Заступница Венгрии изображается не стоящей, а сидящей (такое изображение становится типичным начиная с XV века). Как правило, голова Девы Марии вместо короны из двенадцати звёзд увенчана венгерской Святой Короной. В руках Богородицы (или младенца Иисуса), находятся венгерские держава и скипетр. Таким образом подчеркивается, что Дева Мария является покровителем не одного человека, а целого народа. У ног Богоматери размещают полумесяц, символизирующий победу над турками, или какой-то из видов венгерского герба. 

## Церкви Богоматери - Заступницы Венгрии
Наиболее известные церкви, посвящённые Богоматери - Заступнице Венгрии:
- Будапешт, 8-й район, церковь на пл. Режё
- Будапешт, 11-й район, скальная церковь (в пещере горы Геллерт)
- Будапешт, 14-й район, церковь Regnum Marianum на ул. Дьёрдя Дожи (снесена в 1951 г.)
- Будапешт, 14-й район, церковь Regnum Marianum на пл. Зоборхеди
- Будапешт, 15-й район, церковь в районе Ракошпалота
- Будапешт, 17-й район, Ракошлигетская церковь
- Будапешт, 20-й район
- церковь на главной площади г. Кестхей
- базилика в Марианостра
- Мохач, мемориальная церковь по обету
- собор в г. Ньиредьхаза
- собор в г. Сегед
- церковь в крепости г. Сольнок
- Варасо, церковь времён династии Арпада
- церковь в г. Веребей, совр. Словакия (возведена по благословению архиепископа эстергомского К. Васари)